# Красна (Ковасна)
Красна (рум. Crasna) — село у повіті Ковасна в Румунії. Входить до складу комуни Сіта-Бузеулуй.
Село розташоване на відстані 128 км на північ від Бухареста, 41 км на південний схід від Сфинту-Георге, 148 км на захід від Галаца, 42 км на схід від Брашова.

## Населення
За даними перепису населення 2002 року у селі проживали 593 особи, з них 592 особи (99,8%) румунів. Рідною мовою 592 особи (99,8%) назвали румунську.